# Луїс Пасарін
Луїс Касас Пасарін (ісп. Luis Casas Pasarín; 16 квітня 1902, Понтеведра, Іспанія — 17 серпня 1986, Мадрид, Іспанія) — іспанський футболіст, що грав на позиції захисника. По завершенні ігрової кар'єри — тренер.
Виступав, зокрема, за клуб «Валенсія», а також національну збірну Іспанії.

## Клубна кар'єра
У дорослому футболі дебютував 1923 року виступами за команду клубу «Сельта Віго», в якій провів один сезон. 
1924 року перейшов до клубу «Валенсія», за який відіграв 11 сезонів. Професійну кар'єру футболіста завершив 1935 року виступами за цей клуб.

## Виступи за збірну
1924 року дебютував в офіційних матчах у складі національної збірної Іспанії. Протягом кар'єри у національній команді, яка тривала усього 3 роки, провів у формі головної команди країни 6 матчів.

## Кар'єра тренера
Розпочав тренерську кар'єру, повернувшись до футболу після тривалої перерви, 1946 року, очоливши тренерський штаб збірної Іспанії.
1946 року став головним тренером команди «Валенсія», тренував валенсійський клуб два роки. Згодом протягом 1948–1951 років очолював тренерський штаб клубу «Сельта».
1951 року прийняв пропозицію попрацювати у клубі «Порту». Залишив клуб з Порту 1952 року. Протягом 1953 року був головним тренером команди «Малага».
1955 року був запрошений керівництвом клубу «Реал Ов'єдо» очолити його команду, з якою пропрацював до 1956 року.
З 1957 і по 1958 рік знову очолював тренерський штаб команди «Сельта». Останнім місцем тренерської роботи був клуб «Реал Ов'єдо», головним тренером команди якого Пасарін був протягом 1959 року.